# ブッセ

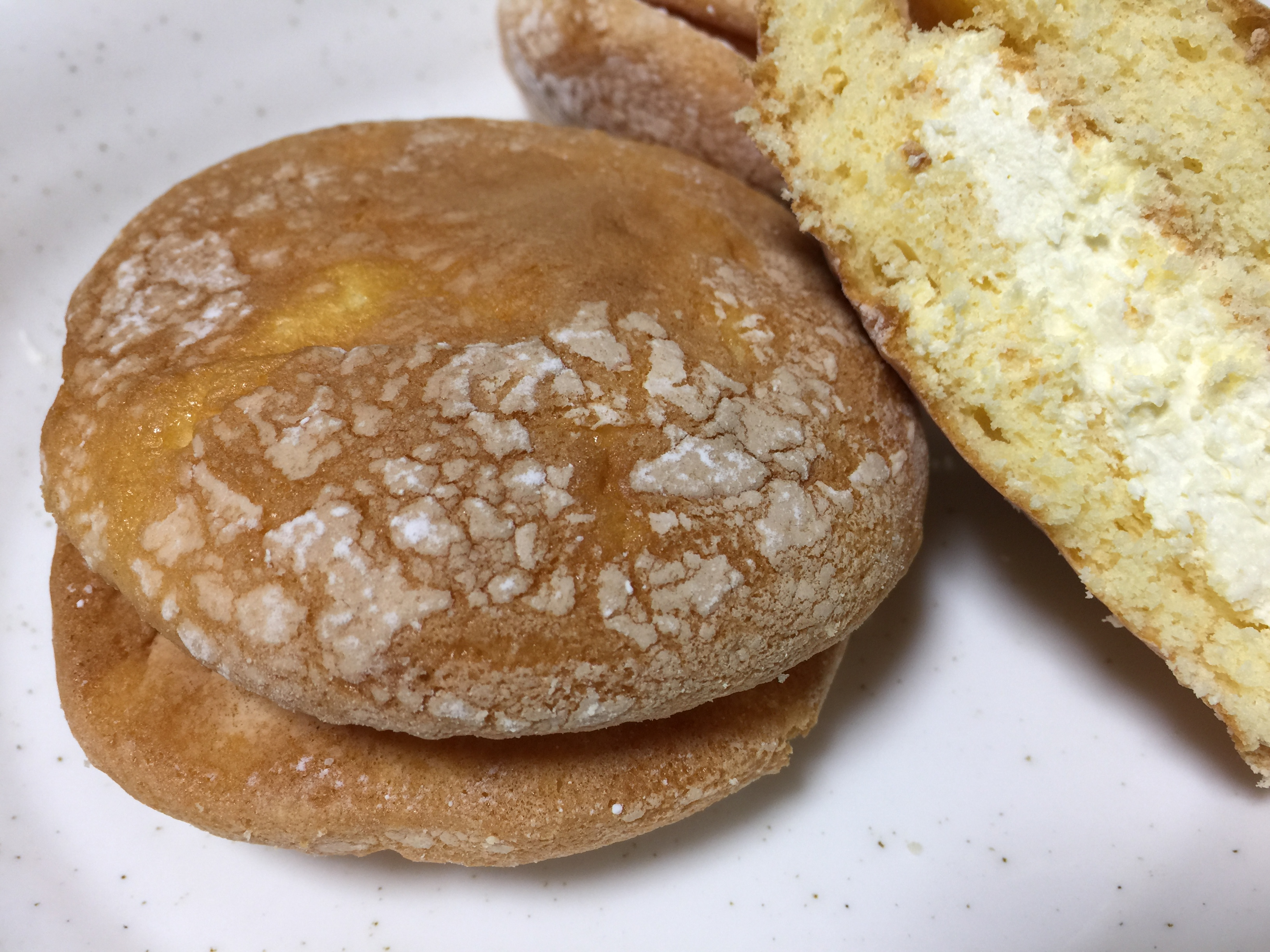
日本におけるブッセ

ブッセ（仏：bouchée）とは、菓子の一種。
フランス語で「ひと口」という意味（フランス語の発音は「ブーシェ」）であり、フランスではひと口サイズの温オードブルを指す。
日本ではビスキュイと呼ばれるケーキの一種で、クリームやジャムをはさんだ焼菓子である。ビスキュイは、ワッフルやどら焼きと違い、しっとりとせずにさっくりとしているのが特徴である。